# Айеш, Хосам
Хосам Айеш (швед. Hosam Aiesh; 14 апреля 1995, Гётеборг, Швеция) — шведский и сирийский футболист палестинского происхождения, вингер клуба «Гётеборг» и сборной Сирии.

## Клубная карьера
Айеш — воспитанник клуба «Хеккен». 9 марта 2013 года в поединке Кубка Швеции против «Варнамо» Хосам дебютировал за основной состав. 24 мая 2014 года в матче против «Фалькенберга» он дебютировал в Аллсвенскан лиге.
Летом 2014 года для получения игровой практики Айеш на правах аренды перешёл в «Варберг». 9 августа в матче против «Ландскруны» он дебютировал в Суперэттан. 26 октября в поединке против «Варнамо» Хосам забил свой первый гол за «Варберг».
В начале 2015 года Айеш перешёл в «Эстерсунд». 20 апреля в матче против ГАИСа он дебютировал за новую команду. 3 июня в поединке против «Дегерфорса» Хосам забил свой первый гол за «Эстерсунд». В начале 2016 года Айеш на правах аренды выступал за «Варберг». После окончания аренды Хосам вернулся в «Эстерсунд», который уже к тому времени вышел в элиту. В 2017 году он помог клубу выиграть национальный кубок. 22 февраля 2018 года в матче Лиги Европы против лондонского «Арсенала» Айеш забил отметился забитым мячом.
В августе 2019 года покинул испытывающий серьёзные финансовые трудности «Эстерсунд» и отправился в «Гётеборг».

## Международная карьера
8 января 2019 года в товарищеском матче против сборной Финляндии Айеш дебютировал за сборную Швеции.

## Достижения
Клубные
 «Эстерсунд»
- Обладатель Кубка Швеции (1): 2017